# Akumetsu
Akumetsu  (ア ク メ ツ Akumetsu?)  es una serie de manga escrito por Yoshiaki Tabata e ilustrada por Yuki Yugo. Akumetsu fue publicada en la revista Shukan Shōnen Champion de la editorial Akita Shoten desde 2002 hasta 2006.

## Argumento
El escenario de la historia es Japón, en un futuro cercano donde los políticos y hombres de negocios miman y prodigan a sí mismos en medio de un creciente malestar público, mientras que la corrupción y la especulación excesiva conducen al país a una caída económica masiva, lo que aumenta el déficit público a un enorme siete ¥ y provocando una recesión económica. Cuando la compañía de su padre va a la quiebra, Shiina descubre y decide vender a sí misma a la prostitución por asistir a partidos de primera clase a través de una agencia de acompañantes, con el fin de ayudar a pagar la deuda de su familia.
Es durante su primera y única fiesta a la que asiste, donde los invitados fueron principalmente personalidades y funcionarios de alto nivel del Ministerio de Hacienda, y lo que se creó para convertirse en una orgía, es repentinamente interrumpido por un hombre joven que llevaba una máscara de Oni, quien después de dar un discurso sobre la forma salvaje y corrompido la clase alta de Japón se ha convertido, dispara a los asistentes con el fin de exponer su punto y luego procede a matar brutalmente a los clientes más prominente utilizando un hacha de fuego. Reconocido por un Shiina frenética como Shou, el hombre simplemente ondas de la declaración fuera como un malentendido, entonces agarra el cuerpo mutilado de su víctima y calmado camina al vestíbulo principal, donde es baleado por la policía pero, antes de morir, su cabeza explota por un dispositivo implantado en su propia máscara.
Por lo tanto, el acto presenta una larga campaña excepcionalmente violenta de asesinatos realizados por dichos individuos enmascarados, apuntando a los que se consideran como responsables de la crisis económica masiva y, como tal, etiquetado como el mal por los hombres enmascarados, que todo va por el común alias de Akumetsu (Destructor de la maldad).